# Johann Halbritter (Jurist)

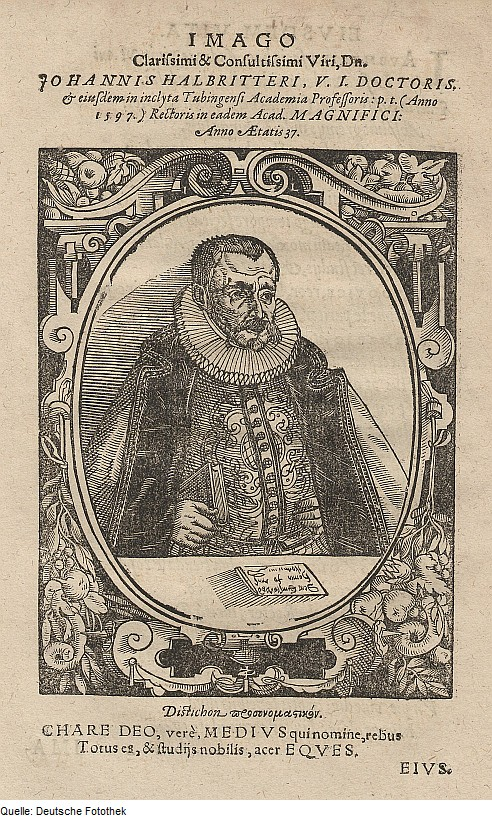
Johann Halbritter

Johann Halbritter (* 1560 in Michelfeld; † 1627 in Tübingen) war ein deutscher Jurist.

## Leben
Halbritter studierte an der Universität Leipzig, an der Universität Wittenberg und an der Universität Heidelberg. Nachdem er am Reichsgericht in Speyer tätig gewesen war, wurde er 1586 als Professor der Rechtswissenschaften an die Universität Tübingen berufen. Dort hielt er Vorlesungen über die Institutionen, war neun Mal Rektor der Universität, zwölf Mal Dekan der juristischen Fakultät und erhielt den Titel eines württembergischen Rats, welches er bis zu seinem Lebensende blieb. Sein Porträt hängt in der Tübinger Professorengalerie.

## Werkauswahl
- Oratio de privilegiis doctrum. Tübingen 1607, 1616
- Addit. Ad Comm. Fried. Schenkii et Franc. Sonsbeckii super jus feudale. Heidelberg 1584
- Tract. De pignoribus et hypothecis. Tübingen 1589

## Literatur

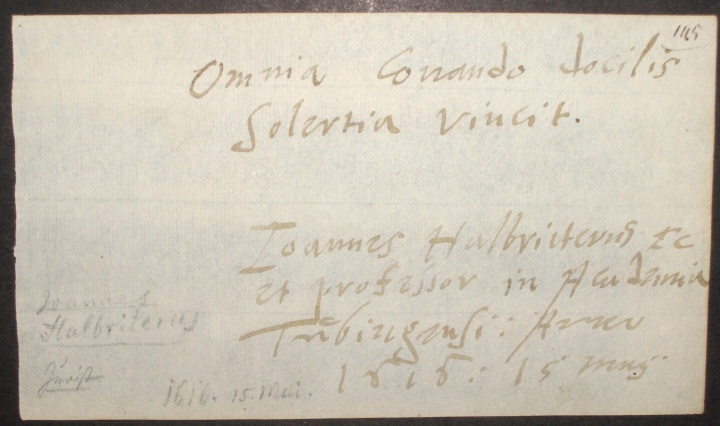
Omnia conando docilis solertia vincit Stammbuchblatt, 1689